# Mary Jo Nye
Mary Jo Nye (nacida el 5 de diciembre de 1944) es una historiadora estadounidense de la ciencia y profesora Horning en Humanidades emérita del Departamento de Historia de la Universidad Estatal de Oregón. Es conocida por su trabajo sobre las relaciones entre el descubrimiento científico y los fenómenos sociales y políticos.

## Primeros años y educación
Nye nació el 5 de diciembre de 1944, hija de Joe Allen y Mildred Mann de Nashville, Tennessee. Comenzó sus estudios universitarios con especialización en química en la Universidad de Vanderbilt, pero se interesó en la historia de la ciencia tras asistir a una clase de Robert Siegfried. En 1964 dejó Vanderbilt para estudiar en la Universidad de Wisconsin en Madison, Wisconsin, donde completó su licenciatura en Química en 1965.
Se casó con Robert A. Nye, también historiador, el 17 de febrero de 1968. Viajaron a Francia para hacer una investigación doctoral en 1968: su viaje coincidió con los disturbios revolucionarios y les ofreció la oportunidad de aprender cocina francesa. Mary Jo Nye se doctoró en Historia de la Ciencia en la Universidad de Wisconsin en 1970, asesorada por Erwin N. Hiebert, a quien Nye atribuye su apoyo igualitario a las mujeres estudiantes. En ese momento, las estudiantes que estudiaban los siglos XIX y XX también eran una minoría en el campo. A la generación de académicos de Nye se le atribuye la creación de un cambio que abarca las perspectivas internacionales y examina las interacciones de la política y la ciencia

## Carrera profesional
En 1969, Nye obtuvo una beca de postgrado de la Fundación Nacional de la Ciencia en historia de la ciencia. En 1970 comenzó a dar clases a tiempo parcial en la Universidad de Oklahoma, y más tarde pasó a ocupar un puesto de titular. Fue nombrada Profesora Adjunta en 1975, Profesora Asociada en 1978, ocupó el cargo de Presidenta en funciones del departamento de Historia de la Ciencia en 1981 y pasó a ser Profesora Titular en 1985. En 1991 fue nombrada Profesora de Investigación George Lynn Cross de Historia de la Ciencia. Ella y su marido, también miembro de la facultad, compartían la responsabilidad de cuidar a su hija y viajaban frecuentemente a Francia para investigar. Sus intereses se ampliaron posteriormente a Inglaterra y Alemania, ya que Nye estudió al físico británico y premio Nobel P.M.S. Blackett. En 1993, Nye fue nombrado director del Departamento de Historia de la Ciencia de la Universidad de Oklahoma.
Mary Jo Nye participó activamente en la Sociedad de Historia de la Ciencia (SHC), ocupando el cargo de vicepresidenta en 1987 y sucediendo a Bill Coleman como presidente entre 1988 y 1989, cuando éste enfermó. También ha sido vicepresidenta segunda de la División de Historia de la Ciencia en la Unión Internacional de Historia y Filosofía de la Ciencia. Ha sido investigadora visitante en instituciones como la Universidad de Pittsburgh, la Universidad de Rutgers, el Instituto de Estudios Avanzados de Princeton, el Churchill College de la Universidad de Cambridge, el Instituto Max Planck de Historia de la Ciencia de Berlín y la Universidad de Harvard.
En 1994, Nye y su esposo fueron designados conjuntamente como profesores de humanidades y profesores de historia Thomas Hart y Mary Jones Horning en la Universidad Estatal de Oregón.  En la Universidad se interesó por Linus Pauling, cuyos documentos se conservan allí y cuya carrera abarca gran parte del siglo XX. También trabajó sobre el químico físico y filósofo de origen húngaro Michael Polanyi. Nye se retiró de la Universidad Estatal de Oregón en 2009.Universidad.

## Premios y honores
- Premio Abraham País 2017 de Historia de la Física de la Sociedad Americana de Física[7]
- Premio John y Martha Morris 2013 por logros destacados en la historia de la química moderna, de la Sociedad para la Historia de la Alquimia y la Química[8]
- 2013 Premio Roy G. Neville de Bibliografía o Biografía de la Chemical Heritage Foundation por su libro Michael Polanyi and His Generation: Origins of the Social Construction of Science [9]
- 2006 Medalla George Sarton de la Sociedad de Historia de la Ciencia por logros académicos de por vida.[10][11]
- 2005 Elegida miembro correspondiente de la Académie Internationale d'Histoire des Sciences[12]
- 1999 Premio Dexter por logros destacados en la historia de la química de la American Chemical Society[13][14]
- 1998 Elegida miembro de la Asociación Estadounidense para el Avance de la Ciencia[15]
- 1993 Elegida miembro de la Academia Estadounidense de las Artes y las Ciencias[16]

## Publicaciones (selecciones)

### Como autora
- Realidad molecular ; Una perspectiva sobre el trabajo científico de Jean Perrin, Londres: MacDonald, 1972
- Ciencia en las provincias: comunidades científicas y liderazgo provincial en Francia, 1860-1930, University of California Press, 1986,ISBN 0-520-05561-6
- De la filosofía química a la química teórica : dinámica de la materia y dinámica de las disciplinas, 1800 - 1950, Berkeley: Univ. de Prensa de California, 1993
- Before Big Science: The Pursuit of Modern Chemistry and Physics, 1800-1940, Harvard University Press, reimpresión 1999,ISBN 0-674-06382-1
- ¿Fue Linus Pauling un químico revolucionario? (Discurso del premio - Premio Dexter) en: Bull. hist. química 25 (2000), 73-82.
- Blackett. Física, guerra y política en el siglo XX , Prensa de la Universidad de Harvard, 2004 -ISBN 0-674-01548-7 - sobre el físico inglés Patrick Maynard Stuart Blackett[17]
- Michael Polanyi y su generación: orígenes de la construcción social de la ciencia, The University of Chicago Press, 2011.ISBN 9780226103174

### Como editora
- La invención de la ciencia física. : intersecciones de matemáticas, teología y filosofía natural desde el siglo XVII ; ensayos en honor a Erwin N. Hiebert, Dordrecht: Kluwer, 1992
- La historia de la ciencia de Cambridge, vol. 5: Las Ciencias Físicas y Matemáticas Modernas, Cambridge University Press, 2002,ISBN 0-521-57199-5

## Vida personal
Mary Jo Nye vive en Oregón con su marido, el historiador de la sexualidad Robert A. Nye. Tienen una hija, Lesley.